# Эфендиев, Халил Гардаш оглы
Халил Гардаш оглы Эфендиев (азерб. Xəlil Qardaş oğlu Əfəndiyev; 10 октября 1930, Катех, Белоканский район — ?) — советский азербайджанский табаковод, лауреат Государственной премии СССР (1977).

## Биография
Родился 10 октября 1930 года в селе Катех Белоканского района Азербайджанской ССР.
С 1945 года — колхозник, с 1969 года — бригадир бригады № 11 колхоза имени Серго Орджоникидзе Белоканского района.
Бригада под руководством Эфендиева регулярно выполняла социалистические обязательства в двукратном размере. В 1977 году бригада № 11 получила высокий урожай качественного табака — 46 центнеров с гектара на площади 20,5 гектаров, вместо плановых 23 центнеров с гектара. За один год были выполнены два годовых плана. Бригада продала государству 4876 килограмм коконов шелкопряда по цене 35 рублей за центнер, 17800 килограмм фундука по цене 14 рублей за центнер и 95 тонн табака по цене 19 рублей за центнер, общий доход превысил себестоимость. Эфендиев проявил себя как требовательный и умелый руководитель, прививал рабочим трудолюбие и стимул к достижению новых вершин.
Постановлением ЦК КПСС и Совета Министров СССР от 7 ноября 1977 года, за существенное повышение эффективности и качества работы и получение на этой основе высоких урожаев овощей, картофеля, винограда, хлопка, табака и кормовых культур Эфендиеву Халилу Гардаш оглы присуждена Государственная премия СССР.
Активно участвовал в общественной жизни Азербайджана. Член КПСС с 1967 года.